# Apostolska signatura
Apostolska signatura ili Vrhovni sud Apostolske signature (latinski: Supremum Tribunal Signaturae Apostolicae) najviša je sudska vlast u Katoličkoj Crkvi (osim samog pape, koji je kao vrhovni crkveni sudac posljednja žalbena točka za bilo koju crkvenu presudu). Osim toga, nadzire provođenje pravde u Crkvi.
Prefekt Vrhovnog suda Apostolske signature (od 8. studenog 2014.) je kardinal Dominique Mamberti, koji je zamijenio kardinala Raymonda Lea Burkea. Tajnik (od 16. srpnja 2016.) je biskup Giuseppe Sciacca, koji je zamijenio nadbiskupa Fransa Daneelsa.
Vrhovni sud Apostolske signature smješten je u renesansnoj palači Palazzo della Cancelleria u Rimu, koja je također sjedište Apostolske pokorničarne i Suda Rimske rote. Apostolska signatura saslušava žalbe ova dva suda (koji obično imaju konačnu i univerzalnu žalbenu nadležnost svjetske Crkve u svojim područjima nadležnosti) ako je neki postupak bio pogrešan ili je došlo do sukoba među agencijama, a obično ne u pogledu na donesenu presudu ili meritum predmeta. Sud Rimske rote obično je posljednji apelacijski sud Crkve za većinu sudskih predmeta, posebno u pogledu ništavosti braka, biskupskih odluka, crkvenih suđenja i disciplinskih postupaka, a Apostolska pokorničarna posljednji je žalbeni sud Crkve u vezi sa svim pitanjima vezanim uz oproštenje grijeha i pravilno slavljenje sakramenta pomirenja.